# Javaanse literatuur
De Javaanse literatuur is literatuur die in het Javaans is geschreven. Dit artikel laat de orale literatuur en het Javaanse theater buiten beschouwing en geeft een overzicht van de hoogtepunten van de Javaanse literatuurgeschiedenis door de eeuwen heen.

## Inleiding
Onderzoekers in de Indonesische wetenschappen hebben ontdekt dat de vroegste bewijzen voor het schrift in de Indische Archipel en ook in Zuidoost-Azië in het algemeen de inscripties zijn van Kutai (Koetei) in het oosten van Borneo. Deze inscripties dateren van rond de 4e eeuw. Verder dateert het vroegste blijken van schriftelijke activiteiten op het eiland Java zelf van rond 450 (de inscriptie van Jambu, bij Bogor). Beide inscripties zijn echter in het Sanskriet geschreven en niet in een inheemse taal. De eerste inscripties in het Oud-Maleis begonnen te verschijnen in de 7e eeuw en de allereerste inscriptie in het Oud-Javaans (de inscriptie van Sukabumi) dateert van 25 maart 804. Hoewel deze inscriptie geen literaire tekst is, wordt deze datum niettemin vaak beschouwd als het begin van de Javaanse literatuur.
De Javaanse literatuurgeschiedenis is onder te verdelen in de volgende perioden:
- Midden-Javaanse periode
- Oost-Javaanse periode
  - Majapahit
- De Middel-Javaanse periode
- De islamitische periode
- Nieuw Mataram
  - Javaanse hofdichters
  - De hindoe-boeddhistische renaissance
- De moderne tijd

## Midden-Javaanse periode
Uit de 9e tot de 10e eeuw zijn drie Oud-Javaanse teksten bekend. Twee van deze drie zijn niet in de oorspronkelijke staat overgeleverd omdat het palmbladmanuscripten waren. Daarom zijn de overgeleverde exemplaren slechts afschriften. Een van deze drie is een gedicht in de vorm van een inscriptie in steen en is ons overgeleverd in de oorspronkelijke staat. Dit gedicht is zelfs gedateerd. Hieronder worden twee van de drie werken besproken.

### Gedicht zonder naam
Het naamloze gedicht van de Inscriptie van Śivagŗha, een kakawin uit 856, is de oudste literaire uiting van het Javaans die nog bewaard gebleven is. Een kakawin is een gedicht in het Javaans in Indiase maten.
Dit gedicht gaat over de oprichting en inwijding van het standbeeld van een kort tevoren overleden koning, Rakai Pikatan die van 842 tot 855 regeerde. Er wordt ook gesproken over de aanleg van een grote Siwaïstische tempel door zijn jongere broer Kayuwangi die hem opvolgde en die regeerde tussen 855 en 882.
Het gedicht heeft 29 strofen van elk vier regels, waarvan de eerste vijf strofen door beschadiging van de steen onleesbaar zijn geworden.. Een opvallend aspect is dat de koningen die hierin genoemd worden Javaanse namen dragen in plaats van namen in het Sanskriet.

### Kakawin Ramayana

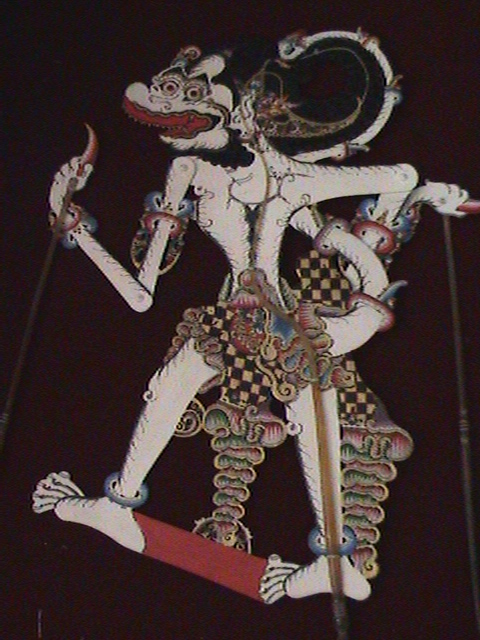
Een leren pop van Hanuman, de witte aap, een belangrijke hoofdrolspeler uit Kakawin Ramayana

In dit gedicht dat tussen 855 en 882 geschreven moet zijn, wordt het bekende verhaal Ramayana verteld, het verhaal van Rama en Sita, dat wij ook kennen uit India. Dit Oud-Javaanse gedicht is lang, het telt 2783 strofen van elk vier regels.
Iets meer dan de helft van de tekst vormt een bewerking van het epos in het  Sanskriet kawya Rawanawadha van Bhatti, een Indiaas dichter uit de zesde of de zevende eeuw. In de rest van het werk gaat de Javaanse dichter geheel zijn eigen weg. Hij moet zeer goed Sanskriet hebben gekend.
Het Ramayana-kakawin voldoet aan alle eisen van het klassieke Indische mahakawya (groot dichtwerk). De dichter gebruikt 81 verschillende Indische metra en toont zich een meester in het hanteren van fraaie stijlfiguren en klankeffecten (alangkara)
Het gedicht Kakawin Ramayana wordt door de Javanen en Balinezen als het mooiste product van de Javaanse literatuur beschouwd. Het wordt het Adi Kakawin genoemd, het eerste of het voornaamste gedicht.

## Oost-Javaanse periode
In de 10e eeuw werd het (politieke) centrum van Java van Midden-Java naar Oost-Java verplaatst, mogelijk vanwege een vulkaanuitbarsting. De oostelijke hoofdstad lag in de omgeving van het tegenwoordige Jombang. De namen van verschillende koningen die eind 9e eeuw en begin 10e eeuw geregeerd hebben zijn onder andere bekend, doordat zij overgeleverd werden in literaire werken uit deze periode. Deze tijdspanne kan beschouwd worden als een hoogtepunt in de Javaanse literatuurgeschiedenis. Want in dit tijdvak werden Javaanse klassieken geschreven, zoals de vertaling van de Mahabharata in het Oud-Javaans. Verder werd ook het bekende gedicht kakawin Arjunawiwâha in deze periode geschreven.

### Javaanse vertalingen van deMahabharata

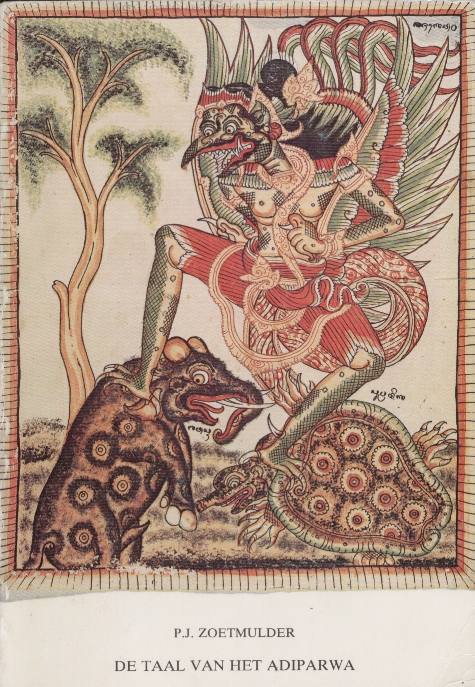
Een afbeelding van Garoeda die de olifant Supraba en de schildpad Supratika vasthoudt, een episode uit het Adiparwa

De Mahabharata werd oorspronkelijk geschreven in het Sanskriet. Dit epos wordt traditioneel toegeschreven aan Vyâsa. Aangenomen wordt echter dat dit epos een ontstaansgeschiedenis van vele eeuwen kent. Het heeft zijn huidige vorm bereikt in de eerste eeuwen van de christelijke jaartelling. Dit Sanskriet epos werd in dichtvorm op schrift gesteld. Maar de Oud-Javaanse versie werd in proza geschreven. De vertaling vond plaats onder het bewind van koning Dharmawangsa Teguh. Het doel van de vertaling was om letterlijk de ogen van Vyasa te Javaniseren of in het Oud-Javaans mangjawâken Byâsamata.

Van alle 18 boeken of parwa’s van de Mahabharata in het Sanskriet zijn echter tegenwoordig slechts 9 bewaard gebleven. De vraag is of ooit inderdaad alle 18 boeken vertaald zijn in het Javaans. Hieronder volgt de lijst van alle 18 parwa’s in het Sanskriet en de vertalingen in het Javaans.
| Nummer | Sanskriet             | Oud-Javaans       |
| ------ | --------------------- | ----------------- |
| 1      | Âdiparvan             | Adiparwa          |
| 2      | Sabhâparvan           | Sabhaparwa        |
| 3      | Vanaparvan            | ...               |
| 4      | Virataparvan          | Wirataparwa       |
| 5      | Udyogaparvan          | Udyogaparwa       |
| 6      | Bhismaparvan          | Bhismaparwa       |
| 7      | Dronaparvan           | ...               |
| 8      | Karnaparvan           | ...               |
| 9      | Salyaparvan           | ...               |
| 10     | Sauptikaparvan        | ...               |
| 11     | Striparvan            | ...               |
| 12     | Santiparvan           | ...               |
| 13     | Anusasanaparvan       | ...               |
| 14     | Asvamedhikaparvan     | ...               |
| 15     | Asramawasikaparvan    | Asramawasaparwa   |
| 16     | Mausalaparvan         | Mosalaparwa       |
| 17     | Mahaprasthanikaparvan | Prasthanikaparwa  |
| 18     | Svargarohanaparvan    | Swargarohanaparwa |

### Kakawin Arjunawiwaha
Uit de regeringsperiode van koning Airlangga (ook gespeld als Erlangga) is een kakawin bewaard gebleven. De titel van dit gedicht is Arjunawiwaha (het huwelijk van Arjuna). Dit gedicht noemt de naam van deze koning in het colofon, waardoor het te dateren is tussen 1028 en 1035. Er blijkt een groot verschil met werken uit de voorgaande tijden. De dichter noemt in dit werk zijn naam: mpu Kanwa. Arjuna de held in dit gedicht, is een bekend personage uit het epos Mahabharata.
Arjuna bedrijft ascese om zich voor te bereiden op de grote oorlog (Bharatayuddha). Onderwijl wordt het godenverblijf gestoord door demonen onder leiding van hun koning, Niwatakawaca. De goden zijn ten einde raad. Maar toen voelden ze dat Arjuna hen kon helpen. Aldus geschiedde het. Arjuna was in staat om de demonenkoning te verslaan. Als beloning mocht hij trouwen met zeven hemelnimfen. Na een tijd keert Arjuna terug naar aarde.

## Kediri
De Kedirise tijd was een gouden tijd in de geschiedenis van de Javaanse literatuur. Kediri was de naam van de hoofdstad van een koninkrijk in het oosten van Java. Deze plaatsnaam bestaat vandaag nog steeds. Tussen de 10e en 13e eeuw werden belangrijke werken geschreven. De voornaamste zijn kakawin Bharatayuddha en kakawin Bhomântaka.

### Bharatayuddha
De Bharatayuddha (juister Bhâratayuddha) is een poëtische bewerking van enkele boeken van de Mahabharata. Dit gedicht wordt belangrijk gevonden door de Javanen en zelfs in de islamitische tijd werd dit gedicht nog overgeschreven.

### Bhomântaka
De Kakawin Bhomântaka of de dood van Bhoma is een lange kakawin dat uit 118 zangen en 1492 strofen bestaat. Het verhaal gaat over de liefde tussen Samba en Yajñawatî en de nederlaag van de demoon Bhoma door Krishna en de zijnen in een episch gevecht. Van alle Oost-Javaanse kakawins, is dit kakawin het langste. Alleen het Midden-Javaanse Kakawin Râmâyana is langer.
Het is niet precies bekend wanneer dit gedicht geschreven werd en door wie. Alleen omdat de taal overeenkomsten vertoont met andere Oost-Javaanse werken uit de 12e tot de 13e eeuw, is de conclusie dat dit gedicht ook rond deze tijd vervaardigd werd.

## Majapahit
Majapahit was het grootste Javaanse en misschien wel Indonesische rijk ooit. Dit rijk werd gesticht in 1292 na de nederlaag van de Mongolen bij Majapahit, even ten zuiden van het huidige Surabaya. Deze periode wordt voornamelijk gekenmerkt door een synthese van het hindoeïsme (Siwaïsme) met het boeddhisme. Dit is ook te merken in de literaire werken die in deze periode werden geschreven. De hoogtepunten uit deze periode zijn de kakawin Nagarakretagama en kakawin Sutasoma.

### Kakawin Nagarakretagama
Nagarakretagama is misschien wel het bekendste gedicht in het Javaans. Dit gedicht is een levendig verslag van de rondreis die koning Hayam Wuruk in het midden van de 14e eeuw maakte. Daarnaast maakt dit gedicht ook verslag van de overzeese vazalen van Majapahit. Dit gedicht werd geschreven door mpu Prapañca.

### Kakawin Sutasoma
Een ander belangrijk literair werk uit de Majapahitse periode is Sutasoma. Dit gedicht is bijzonder omdat in dit gedicht verdraagzaamheid wordt gepropageerd tussen siwaïeten en boeddhisten. Een versregel uit gedicht is zelfs de wapenspreuk van het huidige Indonesië geworden: Bhinneka Tunggal Ika. Sutasoma werd geschreven door mpu Tantular.

## De Middel-Javaanse periode
De Majapahit periode is ook bijzonder doordat een nieuwe taal in deze periode ontstond. Deze taal is het Middel-Javaans, een overgangstaal tussen het Oud-Javaans en het Middel-Javaans.
Naast het modernere taalgebruik, laat deze periode zich verder kenmerken door de opkomst van kidung. Dit zijn gedichten die niet in Indische metra, maar in inheemse Javaanse metra zijn geschreven. Enkele belangrijke werken uit deze periode zijn: Kidung Panji Wijakrama, Pararaton en Tantu Panggelaran. Daarnaast kan een werk als Kidung Sunda gerekend worden tot de Middel-Javaanse literatuur.

## De islamitische periode
Eind 15e eeuw en begin 16e eeuw was het definitief afgelopen met het laatste grote hindoe-boeddhistische rijk Majapahit op Java. Majapahit bezweek voor een verbond van islamitische rijkjes uit de Noordkust van Java met als voornaamste rijk Demak.
Tijdens deze periode was het alsof de geschiedenis van de Javaanse literatuur opnieuw werd geschreven. Arabische en islamitische teksten uit het Midden-Oosten werden vertaald in het Javaans. Daarnaast werden ook teksten uit het Perzisch vertaald en bewerkt. Verder werd deze periode ook gekenmerkt door de opkomst van een nieuwe taal, het Nieuw-Javaans. Later werd het Arabische schrift ook aangepast voor het Javaans, het pégon.
Enkele belangrijke werken uit deze periode zijn Het Boek van Bonang, Serat Yusup en Serat Malang Sumirang.

### Het Boek van Bonang
Het Boek van Bonang is eigenlijk geen literair werk, maar is het vermelden waard omdat het oudste nog bestaande Javaanse handschrift dit werk bevat. Dit werk werd toegeschreven aan Sunan Bonang, een van de negen verspreiders van de islam op Java, al hebben latere onderzoekers dit in twijfel getrokken. Deze tekst bevat mystiek en islamitische speculaties.

### Serat Yusup
Serat Yusup is een bewerking in het Javaans van een verhaal dat niet alleen bekend is uit de Koran (Soera 12. Yusuf), maar ook uit de Tenach of het Oude Testament (Genesis: 37-50). De oudste versie van dit verhaal is een handschrift uit 1633. Deze tekst gaat over de Yusuf (Jozef) uit Kanahan (Kanaän) die uiteindelijk de koning van Mesir (Egypte) wordt. Serat Yusup is tot vandaag de dag een populaire tekst gebleven onder Javanen en Madoerezen in Oost-Java. Deze wordt gereciteerd bij belangrijke gebeurtenissen.

### Serat Malang Sumirang
De Serat Malang Sumirang is een combinatie van islamitische apologie en polemiek. Het gaat over de juiste invulling van het moslim zijn. De schrijver propageert niet de orthodoxe vorm van islam, maar refereert naar de Mahabharata en oudere Javaanse literatuur.

## Nieuw Mataram
Uiteindelijk werd het kustrijk Demak begin 17e eeuw verslagen door het rijk (Nieuw) Mataram. De belangrijkste exponent was Sultan Agung die getracht had heel Java te veroveren, wat hem slechts ten dele lukte. Sommige gebieden kon hij niet onderwerpen, Bantam, Balambangan en Batavia. Dit was ook de tijd van de komst van de Nederlanders op Java.
De hoofdstad van Mataram was eerst Kota Gede, daarna Kartasura. Na de Chinese Opstand in 1744 verhuisde de hoofdstad naar Surakarta. Na 1755 ging het bergafwaarts met dit rijk en werd Mataram opgesplitst in Kasultanan Ngayogyakarta en Kasunanan Surakarta. In de gebieden van Kasunanan Surakarta werd daarna in 1757 weer een nieuw koninkrijk gesticht, Mangkunagaran. Yogya wachtte in 1811 hetzelfde lot met de stichting van het rijk Pakualaman door de Britten. Nu bestonden er vier rijkjes of Vorstenlanden die weliswaar aan elkaar gelieerd waren, maar ook elkaars concurrenten en doodsvijanden.
De literatuur in deze periode wordt gekenmerkt door de grote nadruk op de babad (Javaanse kroniek), didactische werken en encyclopedieën. Daarnaast was er ook sprake van een hernieuwde belangstelling voor het hindoe-boeddhistische verleden van Java. Oud-Javaanse teksten werden vertaald of bewerkt in het Nieuw-Javaans.
Deze tijd wordt ook gekenmerkt door de rol van de hofdichters uit Surakarta die een grote stempel drukten tijdens deze periode, Yasadipura senior, Yasadipura junior en Ranggawarsita. Belangrijke werken uit deze periode zijn: Serat Wedhatama, Serat Wulang Reh, Babad Giyanti en natuurlijk de Babad Tanah Jawi.

## Moderne tijd

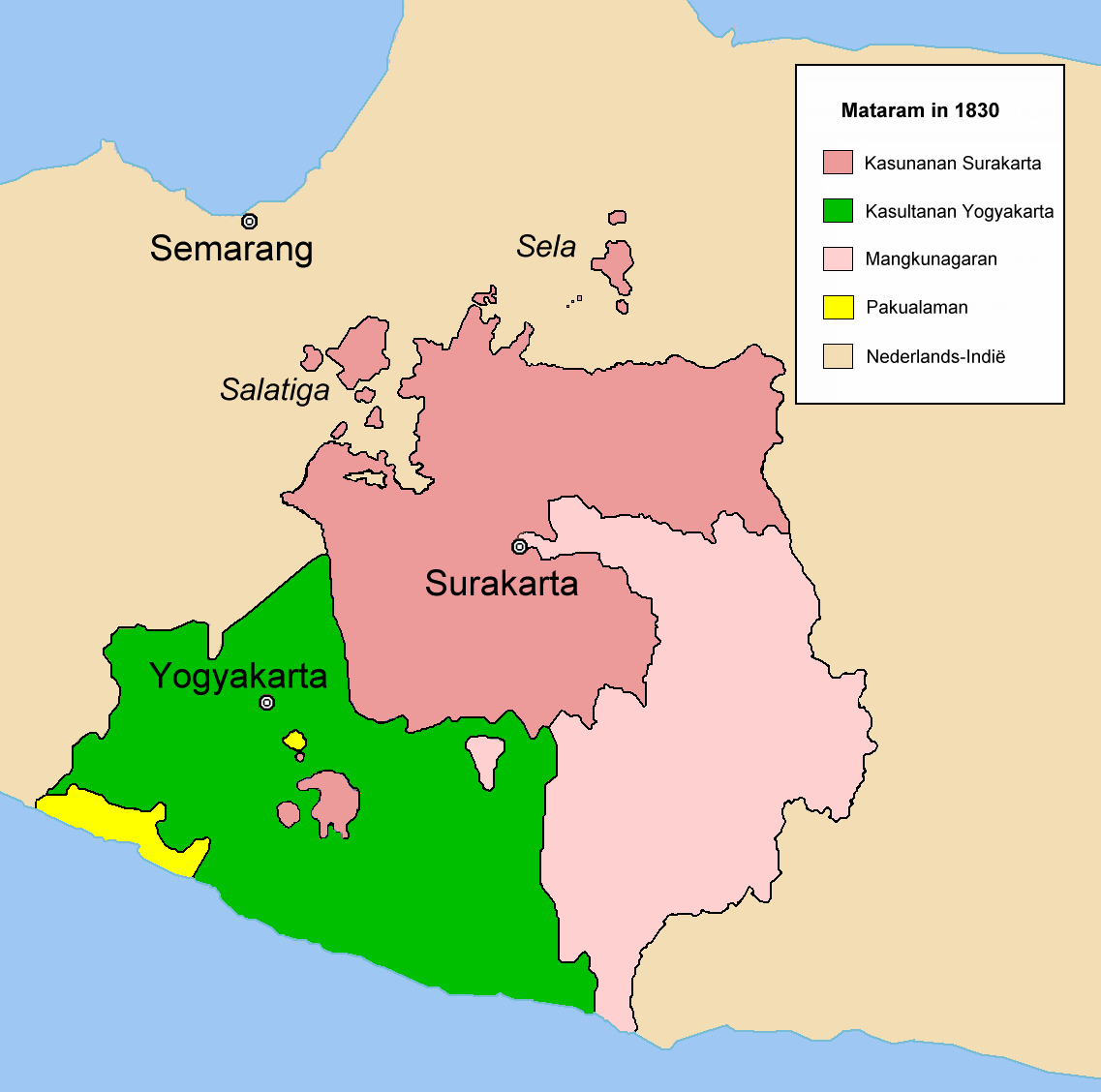
Deze kaart over de situatie in 1830 toont het tanende invloed van Nieuw Mataram

Het tanende invloed van de vier overgebleven vorstendommen van Mataram liet zich ook voelen in de literatuur. Westerse invloeden werden steeds merkbaarder. Het verlies van politieke macht door Mataram of wat ervan over was, liet zich niet alleen merken door de nu toegenomen aandacht aan kunst, maar ook door groeiende invloed van westerse invloeden. De boekdrukkunst werd geïntroduceerd en de eerste Javaanse krant verscheen. Javanen begonnen zich ook steeds meer te interesseren voor de buitenwereld. Er werden ook romans geschreven naar westers model.
Een heel belangrijk genre in de 19e eeuw was het reisverhaal. Een zeer bekend werk in dit genre was De reizen van Purwalelana door Raden Mas Tjondronegoro.

## Na de Tweede Wereldoorlog
Na de komst van de Japanners op Java in 1942 viel na bijna 12 eeuwen in gebruik te zijn geweest het doek voor het Javaanse schrift en werd vervangen door het Latijnse schrift. Na de oorlog in 1945 werd de rol van het Javaans als officiële taal vervangen door het Maleis dat nu het Indonesisch wordt genoemd. Het Javaans werd nu op de achtergrond gedrukt. Toch is de Javaanse literatuur en taal niet dood na de proclamatie van Indonesië.
Het nieuwe medium voor de Javaanse literatuur is het tijdschrift. In Javaanstalige tijdschriften zoals Mekar Sari, Jayabaya, Jaka Lodhang en Panyebar Semangat worden korte verhalen opgenomen. Aan het eind van de 20e eeuw deed het Javaans ook zijn intrede op het internet.